# Kasey Smith
Pour les articles homonymes, voir Smith.
Kasey Smith, née à Dublin, est une chanteuse irlandaise.
Le 28 février 2014, elle remporte la finale nationale irlandaise "Eurosong", et est choisie en duo avec le groupe Can-Linn pour représenter l'Irlande au Concours Eurovision de la chanson 2014 à Copenhague, au Danemark avec la chanson Heartbeat (Battement de cœur).